# Zarafa

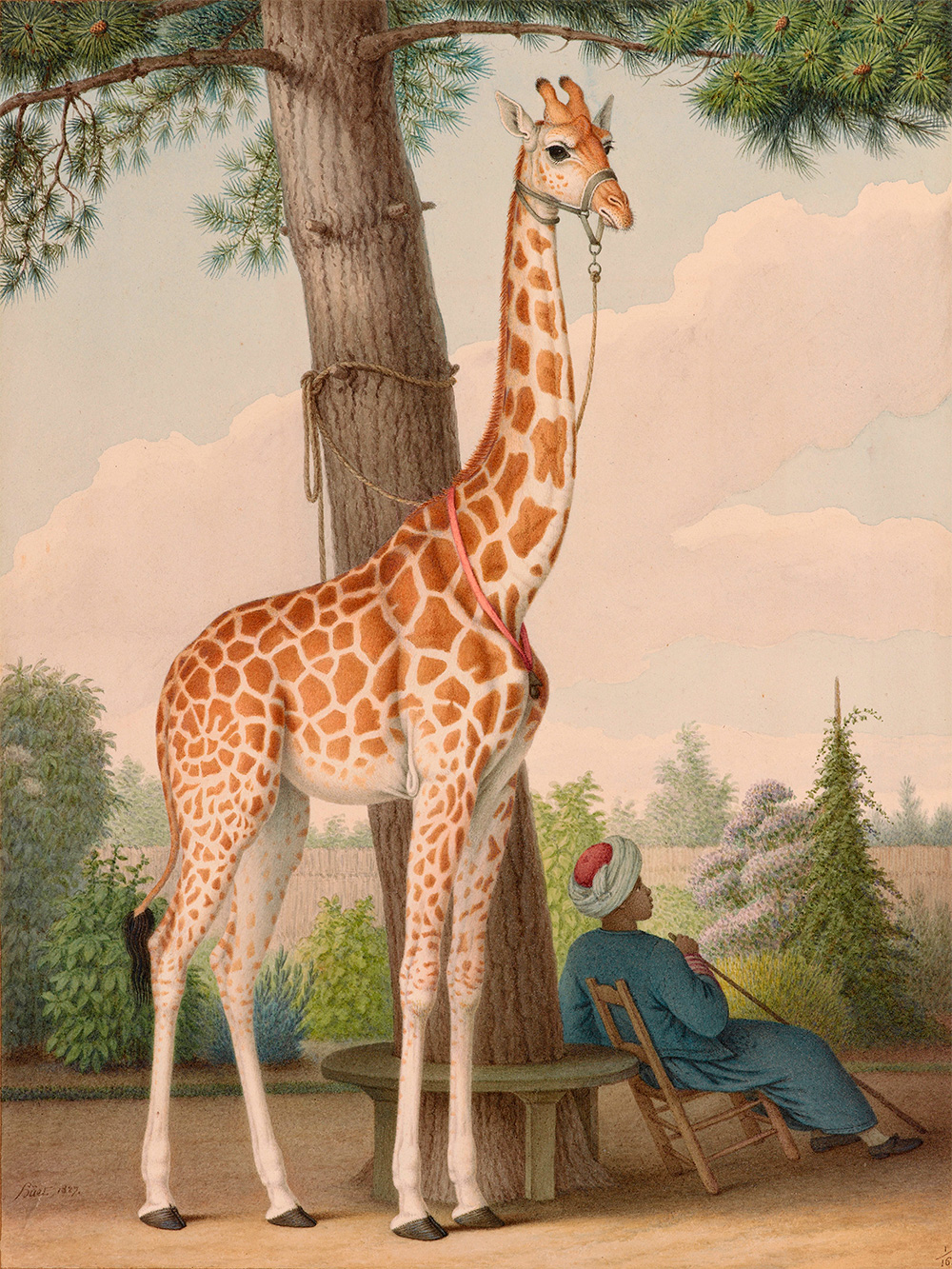
Zarafa in un disegno di Nicholas Huet (1827)

Zarafa (1825 - 21 gennaio 1845) era una femmina di giraffa nubiana donata da Muhammad Ali d'Egitto a Carlo X di Francia nel 1826.

## Contesto
Zarafa era un regalo di Mehmet Ali, viceré d'Egitto, a Carlo X re di Francia: tale regalo mirava a migliorare le relazioni tra i due Paesi dopo l'aiuto prestato dalla Francia ai greci nella guerra d'indipendenza greca. Il sultano donò altre due giraffe, una a Francesco I d'Austria e l'altra a Giorgio IV del Regno Unito (la cosiddetta cameleopard), allo stesso fine. Il loro arrivo fu inusuale in Europa: l'ultima giraffa vista nel continente era stata la giraffa dei Medici fatta regalare a Lorenzo de' Medici a Firenze nel 1486.

## Storia
Si trattava di un piccolo esemplare di giraffa nubiana catturato nel 1826 presso Sennar in Sudan, e donato da un signore locale, Mouker Bey, a Mehmet Alì: i cacciatori la trasportarono in feluca sul Nilo Azzurro fino a Khartum, e da da lì lungo il Nilo fino ad Alessandria su una chiatta appositamente costruita. Era accompagnata da tre mucche per fornirle 25 litri di latte al giorno.
Ad Alessandria fu imbarcata su una nave diretta a Marsiglia, accompagnata dal suo attendente, Hassan. La nave arrivò a Marsiglia il 31 ottobre 1826 e Zarafa svernò nella città: qui fu raggiunta dal naturalista Étienne Geoffroy Saint-Hilaire, che fece realizzare una coperta e delle calzature per tenerla al caldo. Quindi, il 20 maggio 1827, il corteo si avviò per via di terra alla volta di Parigi, distante 880 km: la giraffa era sempre accompagnata da Hassan, Saint-Hilaire e gendarmi a cavallo. Ricevette un'accoglienza entusiasta in tutte le città attraversate (Aix-en-Provence, Avignone, Orange, Vienne, Lione), per giungere nella capitale dopo un viaggio di 41 giorni: fu presentata al sovrano il 9 luglio 1827 nel castello di Saint-Cloud, quindi fu alloggiata nel Jardin des Plantes, di cui Saint-Hilaire era direttore.

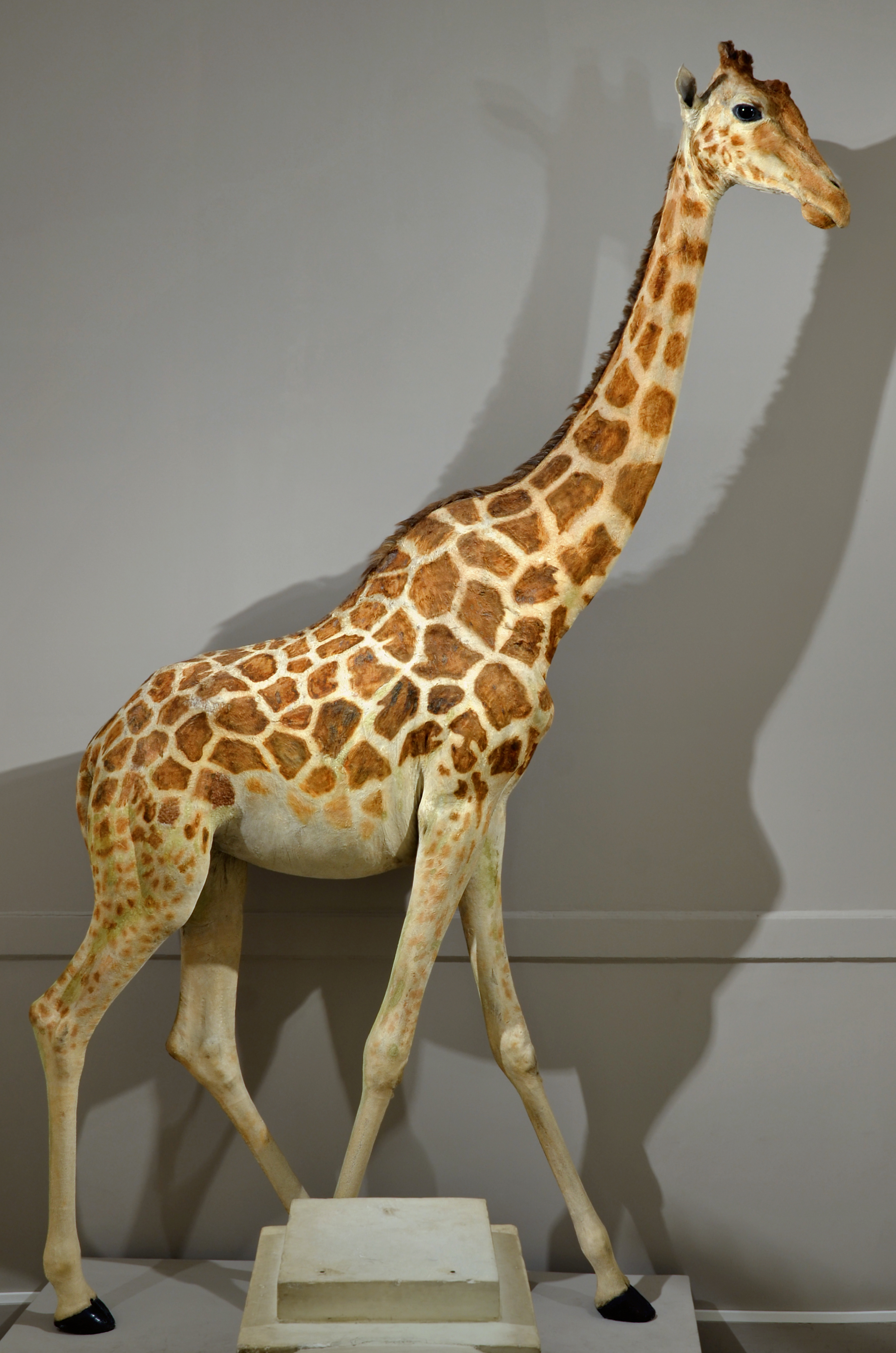
Zarafa impagliata nel Museo di storia naturale de La Rochelle

Divenne una delle principali attrazioni della capitale: nell'estate 1827 vennero a vederla più di 600.000 spettatori. L'animale continuò a vivere tranquillamente nel Jardin des Plantes, raggiungendo i vent'anni (la vita media, osservata in natura, della specie è di 25 anni). La morte, dovuta a una tubercolosi bovina probabilmente dovuta al latte vaccino con cui veniva abitualmente alimentata, la colpì nel 1845.
Il suo corpo imbalsamato fa parte oggi della collezione di zoologia del Museo di storia naturale de La Rochelle.

## Nome
Ai tempi era nota come le bel animal du roi ("il bell'animale del re"). Il nome Zarafa ("giraffa" in arabo) le venne dato dallo scrittore statunitense Michael Allin nel 1998 nel suo libro Zarafa: A Giraffe's True Story, from Deep in Africa to the Heart of Paris. 

## Le altre giraffe donate
- La giraffa austriaca venne portata via mare a Venezia e poi a Fiume per proseguire via terra sino a Vienna, dove arrivò il 7 agosto 1827. Fu alloggiata nella ménagerie imperiale al castello di Schönbrunn;[3] l'animale sopravvisse meno di un anno. La sua breve permanenza nella capitale imperiale fu però di grande impatto sulla popolazione e, come a Parigi, scoppiò una vera e propria mania che coinvolse l'abbigliamento, l'arte e persino la pasticceria, con la creazione dei Giraffeln, pasticcini a forma di giraffa.[4]

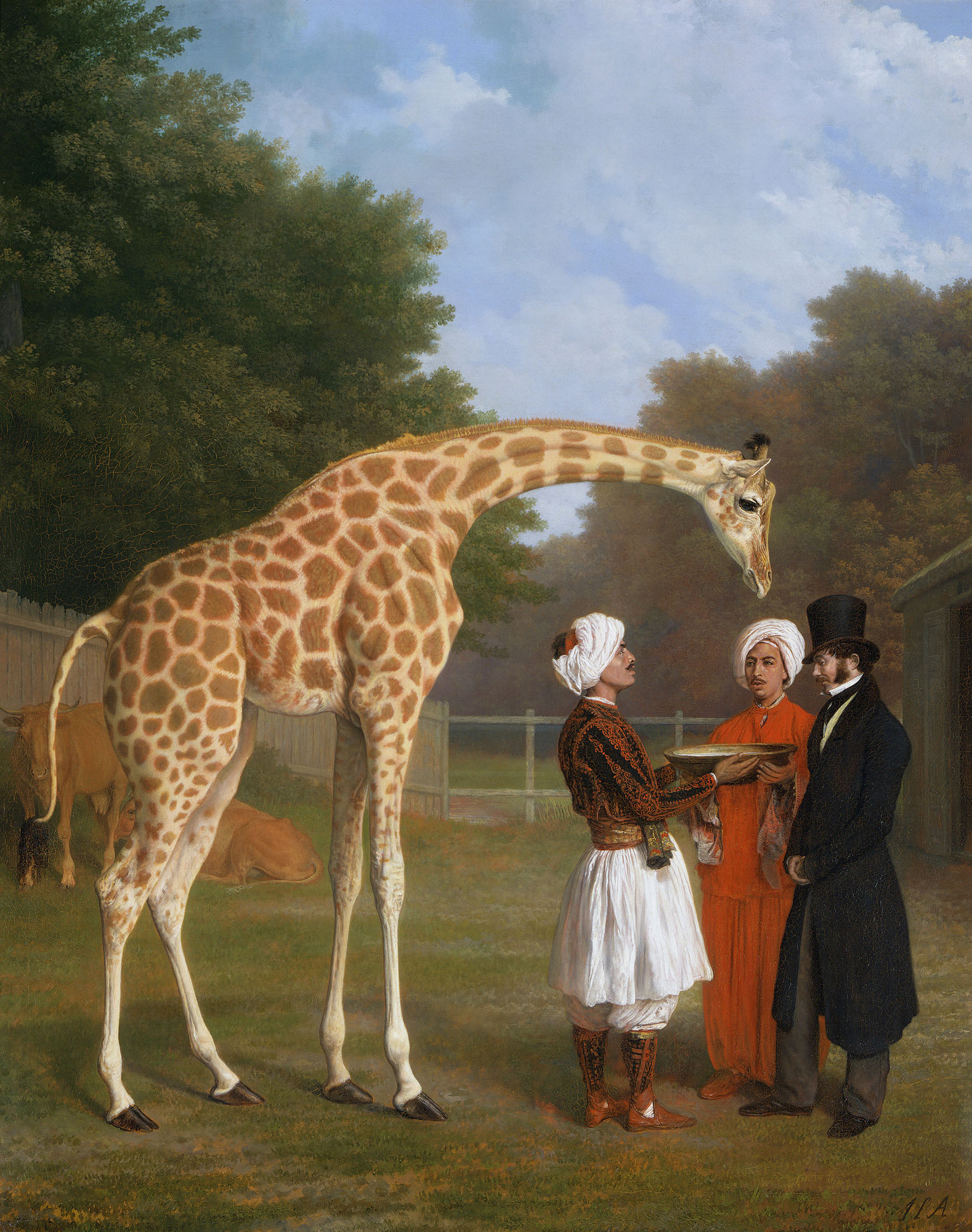
Jacques-Laurent Agasse, The Nubian Giraffe (1827)

- La giraffa inglese, ribattezzata cameleopard (anglicizzando il termine latino usato da Plinio il Vecchio per denominare l'animale) fece tappa prima a Malta, per poi essere imbarcata per Londra, dove arrivò il giorno 11 agosto 1827.[5] L'animale venne portato nel parco del castello di Windsor e dopo poco più di due anni, nell'autunno del 1829, morì a causa del mancato adattamento e dei patimenti durante il suo trasporto dall'Africa. Il corpo della giraffa fu impagliato da John Gould.[5] Fu ritratta nel dipinto The Nubian Giraffe del 1827 ad opera di Jacques-Laurent Agasse, il quadro raffigura anche Edward Cross, sovraintendente della ménagerie reale e, sullo sfondo, le mucche giunte con lei dall'Egitto.[6]

## Nella cultura contemporanea
La giraffa ha ispirato una coppia di personaggi in maschera del Carnevale di Parigi: Le girafe et son cornac. 
Nel febbraio del 2012 è stato pubblicato un film di animazione sulla storia della giraffa, chiamato Le avventure di Zarafa - Giraffa giramondo e diretto da Rémi Bezançon e Jean-Christophe Lie. Tale film ha raggiunto gli 1,4 milioni di spettatori nelle sale francesi.